# Eleição municipal de Sobral em 2024
A eleição municipal de Sobral em 2024 será realizada com base no calendário eleitoral para todas as cidades do Brasil. Serão escolhidos um prefeito, um vice-prefeito e 21 vereadores, que exercerão um mandato de quatro anos, de 1.º de janeiro de 2025 a 1.º de janeiro de 2029. O primeiro turno ocorrerá num domingo, 6 de outubro.

## Contexto
A última eleição municipal em Sobral, realizada em 2020, foi vencida em turno único por Ivo Gomes, então filiado ao Partido Democrático Trabalhista (PDT), obtendo 66 519 votos (59,23% dos válidos), ante os 45 795 sufrágios (40,77%) do seu oponente, Oscar Rodrigues, então filiado ao Movimento Democrático Brasileiro (MDB).
Para esta eleição, Ivo Gomes não poderá disputar um novo mandato, pois está em sua segunda administração consecutiva. Para sua sucessão, anunciou como pré-candidata á prefeitura de Sobral Izolda Cela, ex-secretária de Educação de Sobral e do Estado, vice-governadora do Ceará por 7 anos e 6 meses e posteriormente, governadora efetiva nos 6 últimos meses de 2022. Seria candidata a reeleição pelo PDT, impulsionada pelo então ex-governador Camilo Santana, mas como a sigla escolheu o ex-prefeito de Fortaleza Roberto Cláudio para disputar a sucessão estadual com apoio do ex-governador Ciro Gomes, houve o rompimento e desencadeou-se conflitos que resultaram na debandada de lideranças, incluindo a separação política dos irmãos Ferreira Gomes, onde Ivo, Lia e Cid Gomes saíram para partidos que apoiam os governos estadual e federal. Izolda deixou a secretaria executiva do Ministério da Educação (MEC) para estar apta a concorrer, além de se filiar ao Partido Socialista Brasileiro (PSB).
A única candidatura de oposição foi a do empresário e deputado estadual Oscar Rodrigues, do União Brasil. Diante da situação partidária ocorrida desde 2022, com a saída de diversos quadros, o PDT anunciou que não terá candidato próprio para a disputa municipal.

## Candidatos
| Pré-candidato(a) a prefeito(a) | Pré-candidato(a) a prefeito(a) | Pré-candidato(a) a prefeito(a) | Cargos relevantes | Partido Federação | Pré-candidato(a) a vice-prefeito(a) | Pré-candidato(a) a vice-prefeito(a) | Pré-candidato(a) a vice-prefeito(a) | Cargo relevantes            | Partido Federação | Apoios partidários                                                   | Referências |
| ------------------------------ | ------------------------------ | ------------------------------ | --- | ----------------- | ----------------------------------- | ----------------------------------- | ----------------------------------- | --------------------------- | ----------------- | -------------------------------------------------------------------- | ----------- |
| 40                             |                                | Izolda Cela                    | - Secretária executiva do MEC (2023-2024) - Governadora (2022-2023) - Vice governadora (2015-2022) - Secretária estadual de Educação (2007-2014) - Secretária municipal de Educação (2005-2006) | PSB               |                                     |                                     | Paulo Sérgio Flor                   | - Vereador de Sobral (2023) | PT                | - FE Brasil (PT, PCdoB e PV) - PSD - Republicanos - PP - PODE - Agir | [ 4 ]       |
| 44                             |                                | Oscar Rodrigues                | - Deputado estadual (2023-atualidade) | UNIÃO             |                                     |                                     | Dra. Imaculada Adeodato             |                             | MDB               | - MDB - PRD - PL                                                     |             |

## Votação
Segundo o calendário oficial divulgado pelo Tribunal Superior Eleitoral em janeiro de 2024, a eleição municipal será realizada em 6 de outubro e em turno único; a data cai num domingo. Ainda como define o artigo 144 do Código Eleitoral Brasileiro, a votação ocorrerá das 8h às 17h pelo horário de Brasília.
Sobral conta em 2024 com 151.278 pessoas aptas a votar, o que corresponde a 74,51% de sua população total (203.023 habitantes) segundo o censo demográfico realizado no Brasil em 2022. O número é 6,47% maior que o do período da eleição de 2020, quando 142.091 pessoas estavam cadastradas. A cidade é dividida em duas zonas eleitorais, com 101 locais de votação e 537 seções. Os eleitores tiveram até 8 de maio para regularizar seus títulos e realizar o cadastro biométrico nos locais de atendimento do Tribunal Regional Eleitoral do Ceará.